# Lista urzędów konsularnych w Polsce według miast
Lista urzędów konsularnych znajdujących się na obszarze Polski.
Wyróżnia się placówki dyplomatyczne, prowadzone przez zawodowych dyplomatów, gdzie najwyższą funkcję pełni konsul generalny – w konsulatach generalnych, a także konsulatach zwykłych. Przeważająca większość to reprezentacja ceremonialna w postaci konsula honorowego, zazwyczaj miejscowego z powiązaniami z danym krajem.

## Biała Podlaska
|          | Nazwa                                  | Status placówki | Przedstawiciel placówki       | Uwagi |
| -------- | -------------------------------------- | --------------- | ----------------------------- | ----- |
| Białoruś | Konsulat Białorusi w Białej Podlaskiej | konsulat        | Aliaksandr Marhulian (konsul) |       |

## Białystok
|                      | Nazwa                                               | Status placówki    | Przedstawiciel placówki                 | Uwagi                |
| -------------------- | --------------------------------------------------- | ------------------ | --------------------------------------- | -------------------- |
| Białoruś             | Konsulat Generalny Białorusi w Białymstoku          | konsulat generalny | Viktor Savchuk (konsul generalny)       |                      |
| Bośnia i Hercegowina | Konsulat Honorowy Bośni i Hercegowiny w Białymstoku | konsulat honorowy  | Stanisław Łuniewski (konsul honorowy)   |                      |
| Bułgaria             | Konsulat Honorowy Bułgarii w Białymstoku            | konsulat honorowy  | Witold Karczewski (konsul honorowy)     | od 21 listopada 2016 |
| Chorwacja            | Konsulat Honorowy Chorwacji w Białymstoku           | konsulat honorowy  | Wojciech Strzałkowski (konsul honorowy) | od 4 marca 2011      |
| Estonia              | Konsulat Honorowy Estonii w Białymstoku             | konsulat honorowy  | Iwona Wrońska (konsul honorowy)         | od 11 marca 2016     |
| Finlandia            | Konsulat Honorowy Finlandii w Białymstoku           | konsulat honorowy  | Andrzej Parafiniuk (konsul honorowy)    | od 10 lipca 2013     |
| Kazachstan           | Konsulat Honorowy Kazachstanu w Białymstoku         | konsulat honorowy  | Aleksander Prokopiuk (konsul honorowy)  |                      |
| Litwa                | Konsulat Honorowy Litwy w Białymstoku               | konsulat honorowy  | Tomasz Kurciński (konsul honorowy)      | od 23 września 2021  |
| Luksemburg           | Konsulat Honorowy Luksemburga w Białymstoku         | konsulat honorowy  | Adam Byglewski (konsul honorowy)        |                      |
| Łotwa                | Konsulat Honorowy Łotwy w Białymstoku               | konsulat honorowy  | Artur Olechno (konsul honorowy)         | od 23 listopada 2023 |
| Malta                | Konsulat Honorowy Malty w Białymstoku               | konsulat honorowy  | Janusz Kazberuk (konsul honorowy)       | od 17 stycznia 2013  |
| Rumunia              | Konsulat Honorowy Rumunii w Białymstoku             | konsulat honorowy  | Ewa Moroz-Ustymowicz (konsul honorowy)  | od 2 lipca 2008      |
| Serbia               | Konsulat Honorowy Serbii w Białymstoku              | konsulat honorowy  | Jarosław Antychowicz (konsul honorowy)  |                      |

## Bydgoszcz
|           | Nazwa                                    | Status placówki   | Przedstawiciel placówki                              | Uwagi                              |
| --------- | ---------------------------------------- | ----------------- | ---------------------------------------------------- | ---------------------------------- |
| Belgia    | Konsulat Honorowy Belgii w Bydgoszczy    | konsulat honorowy | Stanisław Wroński (konsul honorowy)                  | od 30 czerwca 2008                 |
| Chorwacja | Konsulat Honorowy Chorwacji w Bydgoszczy | konsulat honorowy | Henryk Maciejewski (konsul honorowy)                 | od 3 października 2011             |
| Czechy    | Konsulat Honorowy Czech w Bydgoszczy     | konsulat honorowy | Dariusz Zimny (konsul honorowy)                      | od 21 maja 2010                    |
| Niemcy    | Konsulat Honorowy Niemiec w Bydgoszczy   | konsulat honorowy | Jarosław Włodzimierz Kuropatwiński (konsul honorowy) | od 24 lutego 2005                  |
| Serbia    | Konsulat Honorowy Serbii w Bydgoszczy    | konsulat honorowy | Maria Lorentowicz-Zagalak (konsul honorowy)          |                                    |
| Słowacja  | Konsulat Honorowy Słowacji w Bydgoszczy  | konsulat honorowy | Wiesław Cezary Olszewski (konsul honorowy)           | od 1 marca 2016                    |
| Ukraina   | Konsulat Honorowy Ukrainy w Bydgoszczy   | konsulat honorowy | Krzysztof Sikora (konsul honorowy)                   | od 6 lipca 2011 i od 15 marca 2016 |
| Węgry     | Konsulat Honorowy Węgier w Bydgoszczy    | konsulat honorowy | Marek Andrzej Pietrzak (konsul honorowy)             | od 16 maja 2013                    |

## Chełm
|         | Nazwa                               | Status placówki   | Przedstawiciel placówki             | Uwagi |
| ------- | ----------------------------------- | ----------------- | ----------------------------------- | ----- |
| Ukraina | Konsulat Honorowy Ukrainy w Chełmie | konsulat honorowy | Stanisław Adamiak (konsul honorowy) |       |

## Częstochowa
|        | Nazwa                                  | Status placówki   | Przedstawiciel placówki               | Uwagi              |
| ------ | -------------------------------------- | ----------------- | ------------------------------------- | ------------------ |
| Czechy | Konsulat Honorowy Czech w Częstochowie | konsulat honorowy | Jarosław Krykwiński (konsul honorowy) | od 10 grudnia 2009 |

## Elbląg
|          | Nazwa                                | Status placówki   | Przedstawiciel placówki           | Uwagi               |
| -------- | ------------------------------------ | ----------------- | --------------------------------- | ------------------- |
| Mołdawia | Konsulat Honorowy Mołdawii w Elblągu | konsulat honorowy | Maciej Bukowski (konsul honorowy) | od 20 stycznia 2015 |

## Gdańsk
|                   | Nazwa                                                    | Status placówki    | Przedstawiciel placówki                                 | Uwagi              |
| ----------------- | -------------------------------------------------------- | ------------------ | ------------------------------------------------------- | ------------------ |
| Austria           | Konsulat Honorowy Austrii w Gdańsku                      | konsulat honorowy  | Marek Kacprzak (konsul honorowy)                        |                    |
| Bangladesz        | Konsulat Honorowy Bangladeszu w Gdańsku                  | konsulat honorowy  | Jan Zacharewicz (konsul honorowy)                       |                    |
| Bułgaria          | Konsulat Honorowy Bułgarii w Gdańsku                     | konsulat honorowy  | Jan Strawiński (konsul honorowy)                        |                    |
|                   | Konsulat Generalny Chińskiej Republiki Ludowej w Gdańsku | konsulat generalny | Fan Xiaodong (konsul generalny)                         |                    |
| Czarnogóra        | Konsulat Honorowy Czarnogóry w Gdańsku                   | konsulat honorowy  | Maciej Czerwiński (konsul honorowy)                     |                    |
| Estonia           | Konsulat Honorowy Estonii w Gdańsku                      | konsulat honorowy  | Tomasz Posadzki (konsul honorowy)                       |                    |
| Etiopia           | Konsulat Honorowy Etiopii w Gdańsku                      | konsulat honorowy  | Roman Rojek (konsul honorowy)                           |                    |
| Hiszpania         | Konsulat Honorowy Hiszpanii w Gdańsku                    | konsulat honorowy  | Maciej Dobrzyniecki (konsul honorowy)                   |                    |
| Holandia          | Konsulat Honorowy Holandii w Gdańsku                     | konsulat honorowy  | Monika Dorota Rosiak (konsul honorowy)                  |                    |
| Indonezja         | Konsulat Honorowy Indonezji w Gdańsku                    | konsul honorowy    | Mirosław Wawrowski (konsul honorowy)                    |                    |
| Kazachstan        | Konsulat Honorowy Kazachstanu w Gdańsku                  | konsulat honorowy  | Jerzy Starak (konsul honorowy)                          |                    |
| Litwa             | Konsulat Honorowy Litwy w Gdańsku                        | konsulat honorowy  | Józef Poltrok (konsul honorowy)                         |                    |
| Łotwa             | Konsulat Honorowy Łotwy w Gdańsku                        | konsulat honorowy  | Tomasz Limon (konsul honorowy)                          |                    |
| Meksyk            | Konsulat Honorowy Meksyku w Gdańsku                      | konsulat honorowy  | Andrzej Suchecki (konsul honorowy)                      |                    |
| Mołdawia          | Konsulat Honorowy Mołdawii w Gdańsku                     | konsulat honorowy  | Jacek Tymiński (konsul honorowy)                        |                    |
| Niemcy            | Konsulat Generalny Niemiec w Gdańsku                     | konsulat generalny | Cornelia Pieper (konsul generalny)                      |                    |
| Peru              | Konsulat Honorowy Peru w Gdańsku                         | konsulat honorowy  | Roman Walasiński (konsul honorowy)                      |                    |
| Południowa Afryka | Konsulat Honorowy RPA w Gdańsku                          | konsulat honorowy  | Janusz Kazimierz Popaszkiewicz (konsul honorowy)        |                    |
| Rosja             | Konsulat Generalny Rosji w Gdańsku                       | konsulat generalny | Siergiej Semionow (konsul generalny)                    |                    |
| Seszele           | Konsulat Honorowy Seszeli w Gdańsku                      | konsulat honorowy  | Wiesław Judycki (konsul honorowy)                       |                    |
| Słowacja          | Konsulat Honorowy Słowacji w Gdańsku                     | konsulat honorowy  | Jerzy Leśniak (konsul honorowy)                         | siedziba w Sopocie |
| Sri Lanka         | Konsulat Honorowy Sri Lanki w Gdańsku                    | konsulat honorowy  | Jacek Jan Czauderna (konsul honorowy)                   |                    |
| Szwecja           | Konsulat Honorowy Szwecji w Gdańsku                      | konsulat honorowy  | Magdalena Pramfelt (konsul honorowy)                    |                    |
| Ukraina           | Konsulat Ukrainy w Gdańsku                               | konsulat generalny | Ołeksandr Płodysty (konsul)                             |                    |
| Urugwaj           | Konsulat Honorowy Urugwaju w Gdańsku                     | konsulat honorowy  | Jorge Nicolas Pitsikalis Constantaras (konsul honorowy) |                    |
| Węgry             | Konsulat Generalny Węgier w Gdańsku                      | konsulat generalny | Pál Attila Illés (konsul generalny)                     |                    |
| Wielka Brytania   | Konsulat Wielkiej Brytanii w Gdańsku                     | konsulat honorowy  | Marek Głuchowski (konsul honorowy)                      |                    |

## Gdynia
|            | Nazwa                                 | Status placówki   | Przedstawiciel placówki                        | Uwagi |
| ---------- | ------------------------------------- | ----------------- | ---------------------------------------------- | ----- |
| Belgia     | Konsulat Honorowy Belgii w Gdyni      | konsulat honorowy | Janusz Jarosinski (konsul honorowy)            |       |
| Chile      | Konsulat Honorowy Chile w Gdyni       | konsulat honorowy | Marek Stefan Listowski (konsul honorowy)       |       |
| Cypr       | Konsulat Honorowy Cypru w Gdyni       | konsulat honorowy | Jan Michalewski (konsul honorowy)              |       |
| Dania      | Konsulat Honorowy Danii w Gdyni       | konsulat honorowy | Julian Franciszek Skelnik (konsul honorowy)    |       |
| Finlandia  | Konsulat Honorowy Finlandii w Gdyni   | konsulat honorowy | Grzegorz Brzostowski (konsul honorowy)         |       |
| Francja    | Konsulat Honorowy Francji w Gdańsku   | konsulat honorowy | Alain Mompert (konsul honorowy)                |       |
| Luksemburg | Konsulat Honorowy Luksemburga w Gdyni | konsulat honorowy | Tomasz Kopoczyński (konsul honorowy)           |       |
| Malta      | Konsulat Honorowy Malty w Gdyni       | konsulat honorowy | Sławomir Kalicki (konsul honorowy)             |       |
| Norwegia   | Konsulat Honorowy Norwegii w Gdyni    | konsulat honorowy | Weronika Haustein (konsul honorowy)            |       |
| Włochy     | Konsulat Honorowy Włoch w Gdyni       | konsulat honorowy | Maurycy Wojciech Chodorowski (konsul honorowy) |       |

## Gliwice
|           | Nazwa                                    | Status placówki   | Przedstawiciel placówki                      | Uwagi |
| --------- | ---------------------------------------- | ----------------- | -------------------------------------------- | ----- |
| Kirgistan | Konsulat Honorowy Kirgistanu w Gliwicach | konsulat honorowy | Janusz Jacek Krzywoszyński (konsul honorowy) |       |
| Niemcy    | Konsulat Honorowy Niemiec w Gliwicach    | konsulat honorowy | Marcin Tyslik (konsul honorowy)              |       |
| Słowacja  | Konsulat Honorowy Słowacji w Gliwicach   | konsulat honorowy | Marian Czerny (konsul honorowy)              |       |

## Katowice
|            | Nazwa                                      | Status placówki   | Przedstawiciel placówki                   | Uwagi |
| ---------- | ------------------------------------------ | ----------------- | ----------------------------------------- | ----- |
| Austria    | Konsulat Honorowy Austrii w Katowicach     | konsulat honorowy | Mirosław Bienioszek (konsul honorowy)     |       |
| Białoruś   | Konsulat Honorowy Białorusi w Katowicach   | konsulat honorowy | Marek Rasiński (konsul honorowy)          |       |
| Benin      | Konsulat Honorowy Beninu w Katowicach      | konsulat honorowy | Nadia Paterek (konsul honorowy)           |       |
| Bułgaria   | Konsulat Honorowy Bułgarii w Katowicach    | konsulat honorowy | Janusz Zatoń (konsul honorowy)            |       |
| Chile      | Konsulat Honorowy Chile w Katowicach       | konsulat honorowy | Jacek Bieczek (konsul honorowy)           |       |
| Francja    | Konsulat Honorowy Francji w Katowicach     | konsulat honorowy | Anna Krasuska-Terrillon (konsul honorowy) |       |
| Gruzja     | Konsulat Honorowy Gruzji w Katowicach      | konsulat honorowy | Bogdan Pietrzak (konsul honorowy)         |       |
| Kazachstan | Konsulat Honorowy Kazachstanu w Katowicach | konsulat honorowy | Artur Nizioł (konsul honorowy)            |       |
| Litwa      | Konsulat Honorowy Litwy w Katowicach       | konsulat honorowy | Jerzy Wcisło (konsul honorowy)            |       |
| Luksemburg | Konsulat Honorowy Luksemburga w Katowicach | konsulat honorowy | Mikołaj Pluciński (konsul honorowy)       |       |
| Łotwa      | Konsulat Honorowy Łotwy w Katowicach       | konsulat honorowy | Tadeusz Biedzki (konsul honorowy)         |       |
| Mongolia   | Konsulat Honorowy Mongolii w Katowicach    | konsulat honorowy | Marcin Mistarz (konsul honorowy)          |       |
| Peru       | Konsulat Honorowy Peru w Katowicach        | konsulat honorowy | Wojciech Giergiel (konsul honorowy)       |       |
| Serbia     | Konsulat Honorowy Serbii w Katowicach      | konsulat honorowy | Ranko Tomović (konsul honorowy)           |       |
| Słowenia   | Konsulat Honorowy Słowenii w Katowicach    | konsulat honorowy | Tomasz Zjawiony (konsul honorowy)         |       |
| Ukraina    | Konsulat Honorowy Ukrainy w Katowicach     | konsulat honorowy | Jarosław Wieczorek (konsul honorowy)      |       |

## Kielce
|           | Nazwa                                  | Status placówki   | Przedstawiciel placówki           | Uwagi |
| --------- | -------------------------------------- | ----------------- | --------------------------------- | ----- |
| Finlandia | Konsulat Honorowy Finlandii w Kielcach | konsulat honorowy | Tadeusz Pęczek (konsul honorowy)  |       |
| Niemcy    | Konsulat Honorowy Niemiec w Kielcach   | konsulat honorowy | Andrzej Mochoń (konsul honorowy)  |       |
| Węgry     | Konsulat Honorowy Węgier w Kielcach    | konsulat honorowy | Andrzej Łukasik (konsul honorowy) |       |

## Kraków
|                   | Nazwa                                              | Status placówki    | Przedstawiciel placówki                        | Uwagi                                                                                            |
| ----------------- | -------------------------------------------------- | ------------------ | ---------------------------------------------- | ------------------------------------------------------------------------------------------------ |
| Austria           | Konsulat Generalny Republiki Austrii w Krakowie    | konsulat generalny | Martin Gärtner (konsul generalny)              |                                                                                                  |
| Belgia            | Konsulat Honorowy Belgii w Krakowie                | konsulat honorowy  | Philippe de Brouwer (konsul honorowy)          |                                                                                                  |
| Brazylia          | Konsulat Honorowy Brazylii w Krakowie              | konsulat honorowy  | Grzegorz Hajdarowicz (konsul honorowy)         |                                                                                                  |
| Bułgaria          | Konsulat Honorowy Bułgarii w Krakowie              | konsulat honorowy  | Wiesław Nowak (konsul honorowy)                |                                                                                                  |
| Chile             | Konsulat Honorowy Chile w Krakowie                 | konsulat honorowy  | Andrzej Zdebski (konsul honorowy)              |                                                                                                  |
| Chorwacja         | Konsulat Honorowy Chorwacji w Krakowie             | konsulat honorowy  | Paweł Włodarczyk (konsul honorowy)             |                                                                                                  |
| Dania             | Konsulat Honorowy Danii w Krakowie                 | konsulat honorowy  | Janusz Kahl (konsul honorowy)                  |                                                                                                  |
| Estonia           | Konsulat Honorowy Estonii w Krakowie               | konsulat honorowy  | Piotr Paluch (konsul honorowy)                 |                                                                                                  |
| Finlandia         | Konsulat Honorowy Finlandii w Krakowie             | konsulat honorowy  | Janusz Kahl (konsul honorowy)                  |                                                                                                  |
| Francja           | Konsulat Generalny Francji w Krakowie              | konsulat generalny | Cédric Peltier (konsul generalny)              |                                                                                                  |
| Hiszpania         | Konsulat Honorowy Hiszpanii w Krakowie             | konsulat honorowy  | Radosław Fronc (konsul honorowy)               |                                                                                                  |
| Holandia          | Konsulat Honorowy Holandii w Krakowie              | konsulat honorowy  | Patrick den Bult (konsul honorowy)             |                                                                                                  |
| Indie             | Konsulat Honorowy Indii w Krakowie                 | konsulat honorowy  | Aleksandra Głód - Ahmed (konsul honorowy)      |                                                                                                  |
| Indonezja         | Konsulat Honorowy Indonezji w Krakowie             | konsulat honorowy  | Marian Zbigniew Skrzypiec (konsul honorowy)    |                                                                                                  |
| Islandia          | Konsulat Honorowy Islandii w Krakowie              | konsulat honorowy  | Janusz Kahl (konsul honorowy)                  |                                                                                                  |
| Japonia           | Honorowy Konsulat Generalny Japonii w Krakowie     | konsulat honorowy  | Krzysztof Ingarden (honorowy konsul generalny) |                                                                                                  |
| Kolumbia          | Konsulat Honorowy Kolumbii w Krakowie              | konsulat honorowy  | Joanna Natasza Wais (konsul honorowy)          |                                                                                                  |
| Litwa             | Konsulat Honorowy Litwy w Krakowie                 | konsulat honorowy  | Jan Widacki (konsul honorowy)                  |                                                                                                  |
| Luksemburg        | Konsulat Honorowy Luksemburga w Krakowie           | konsulat honorowy  | Szymon Malecki (konsul honorowy)               |                                                                                                  |
| Łotwa             | Konsulat Honorowy Łotwy w Krakowie                 | konsulat honorowy  | Rafał Piotr Brzoska (konsul honorowy)          |                                                                                                  |
| Malta             | Konsulat Honorowy Malty w Krakowie                 | konsulat honorowy  | Agnieszka Kamińska (konsul honorowy)           |                                                                                                  |
| Meksyk            | Konsulat Honorowy Meksyku w Krakowie               | konsulat honorowy  | Sebastian Chwedeczko (konsul honorowy)         |                                                                                                  |
| Mongolia          | Konsulat Honorowy Mongolii w Krakowie              | konsulat honorowy  | Urtnasan Tsakhiur (konsul honorowy)            |                                                                                                  |
| Niemcy            | Konsulat Generalny Niemiec w Krakowie              | konsulat generalny | Holger Mahnicke (konsul generalny)             |                                                                                                  |
| Norwegia          | Konsulat Honorowy Norwegii w Krakowie              | konsulat honorowy  | Marian Mikołajski (konsul honorowy)            |                                                                                                  |
| Peru              | Konsulat Honorowy Peru w Krakowie                  | konsulat honorowy  | Marcin Mazgaj (konsul honorowy)                |                                                                                                  |
|                   |                                                    |                    |                                                |                                                                                                  |
| Rumunia           | Konsulat Honorowy Rumunii w Krakowie               | konsulat honorowy  | Ignat Timar (konsul honorowy)                  |                                                                                                  |
| Słowacja          | Konsulat Generalny Słowacji w Krakowie             | konsulat generalny | Zlata Šipošová (konsul generalny)              |                                                                                                  |
| Stany Zjednoczone | Konsulat Generalny Stanów Zjednoczonych w Krakowie | konsulat generalny | Erin Nickerson (konsul generalny)              |                                                                                                  |
| Szwecja           | Konsulat Honorowy Szwecji w Krakowie               | konsulat honorowy  | Lidia Wiszniewska (konsul honorowy)            |                                                                                                  |
| Tajlandia         | Honorowy Konsulat Tajlandii w Krakowie             | konsulat honorowy  | Wiesław Henryk Żyznowski (honorowy konsul)     | Okręg konsularny w Krakowie obejmuje województwa: małopolskie, śląskie, opolskie i dolnośląskie. |
| Turcja            | Honorowy Konsulat Generalny Turcji w Krakowie      | konsulat honorowy  | Paweł Dowgier (honorowy konsul generalny)      | od 1 lipca 2020                                                                                  |
| Ukraina           | Konsulat Generalny Ukrainy w Krakowie              | konsulat generalny | Wiaczesław Wojnarowski (konsul generalny)      |                                                                                                  |
| Urugwaj           | Konsulat Honorowy Urugwaju w Krakowie              | konsulat honorowy  | Carolina Grabowski Uzarczyk (konsul honorowy)  |                                                                                                  |
| Węgry             | Konsulat Generalny Węgier w Krakowie               | konsulat generalny | Tibor Gerencsér (konsul generalny)             | Zamknięty we wrześniu 2009. Otwarty ponownie 14 marca 2014.                                      |
| Wielka Brytania   | Konsulat Honorowy Wielkiej Brytanii w Krakowie     | konsulat honorowy  | Kazimierz Karasiński (konsul honorowy)         |                                                                                                  |
| Włochy            | Konsulat Honorowy Włoch w Krakowie                 | konsulat honorowy  | Katarzyna Helena Likus (konsul honorowy)       |                                                                                                  |

## Lublin
|                 | Nazwa                                          | Status placówki    | Przedstawiciel placówki                      | Uwagi             |
| --------------- | ---------------------------------------------- | ------------------ | -------------------------------------------- | ----------------- |
| Austria         | Konsulat Honorowy Austrii w Lublinie           | konsulat honorowy  | Piotr Majchrzak (konsul honorowy)            |                   |
| Brazylia        | Konsulat Honorowy Brazylii w Lublinie          | konsulat honorowy  | Barbara Hlibowicka-Węglarz (konsul honorowy) |                   |
| Czechy          | Konsulat Honorowy Czech w Lublinie             | konsulat honorowy  | Bogdan Łukasik (konsul honorowy)             | od 5 grudnia 2022 |
| Mołdawia        | Konsulat Honorowy Mołdawii w Lublinie          | konsulat honorowy  | Andrzej Kita (konsul honorowy)               |                   |
| Niemcy          | Konsulat Honorowy Niemiec w Lublinie           | konsulat honorowy  | Andrzej Kidyba (konsul honorowy)             |                   |
| Peru            | Konsulat Honorowy Peru w Lublinie              | konsulat honorowy  | Zbigniew Michalak (konsul honorowy)          |                   |
| Słowenia        | Konsulat Honorowy Słowenii w Lublinie          | konsulat honorowy  | Tomasz Kalinowski (konsul honorowy)          |                   |
| Ukraina         | Konsulat Generalny Ukrainy w Lublinie          | konsulat generalny | Oleh Kuts (konsul generalny)                 |                   |
| Węgry           | Konsulat Honorowy Węgier w Lublinie            | konsulat honorowy  | Artur Sienkiewicz (konsul honorowy)          |                   |
| Wielka Brytania | Konsulat Honorowy Wielkiej Brytanii w Lublinie | konsulat honorowy  | Jan Danilczuk (konsul honorowy)              |                   |
| Włochy          | Wicekonsulat Włoch w Lublinie                  | konsulat honorowy  | Anna Kaczmarczyk (wicekonsul honorowy)       |                   |

## Łódź
|                               | Nazwa                                                    | Status placówki   | Przedstawiciel placówki                        | Uwagi             |
| ----------------------------- | -------------------------------------------------------- | ----------------- | ---------------------------------------------- | ----------------- |
| Albania                       | Konsulat Honorowy Albanii w Łodzi                        | konsulat honorowy | Paweł Piotr Michalak (konsul honorowy)         |                   |
| Armenia                       | Konsulat Honorowy Armenii w Łodzi                        | konsulat honorowy | Rafał Choma (konsul honorowy)                  |                   |
| Austria                       | Konsulat Honorowy Austrii w Łodzi                        | konsulat honorowy | Paweł Zyner (konsul honorowy)                  |                   |
| Belgia                        | Konsulat Honorowy Belgii w Łodzi                         | konsulat honorowy | Wirginia Gostomczyk-Urbańska (konsul honorowy) |                   |
| Czechy                        | Konsulat Honorowy Czech w Łodzi                          | konsulat honorowy | Krzysztof Skotnicki (konsul honorowy)          |                   |
| Dania                         | Konsulat Honorowy Danii w Łodzi                          | konsulat honorowy | Krzysztof Apostolidis (konsul honorowy)        |                   |
| Demokratyczna Republika Konga | Konsulat Honorowy Demokratycznej Republiki Konga w Łodzi | konsulat honorowy | Rafał Choma (konsul honorowy)                  |                   |
| Francja                       | Konsulat Honorowy Francji w Łodzi                        | konsulat honorowy | Alicja Bień (konsul honorowy)                  |                   |
| Litwa                         | Konsulat Honorowy Litwy w Łodzi                          | konsulat honorowy | Jakub Szwajcowski (konsul honorowy)            | od 7 grudnia 2023 |
| Luksemburg                    | Konsulat Honorowy Luksemburga w Łodzi                    | konsulat honorowy | Wojciech Wolf (konsul honorowy)                |                   |
| Malta                         | Konsulat Honorowy Malty w Łodzi                          | konsulat honorowy | Michał Moczkowski (konsul honorowy)            |                   |
| Mołdawia                      | Konsulat Honorowy Mołdawii w Łodzi                       | konsulat honorowy | Pavel Scura (konsul honorowy)                  |                   |
| Niemcy                        | Konsulat Honorowy Niemiec w Łodzi                        | konsulat honorowy | Ewa Magdalena Goczek (konsul honorowy)         |                   |
| Turcja                        | Honorowy Konsulat Generalny Turcji w Łodzi               | konsulat honorowy | Ryszard Marcinkowski (konsul honorowy)         |                   |
| Ukraina                       | Konsulat Honorowy Ukrainy w Łodzi                        | konsulat honorowy | Bogdan Wysocki (konsul honorowy)               |                   |
| Węgry                         | Honorowy Konsulat Generalny Węgier w Łodzi               | konsulat honorowy | Tadeusz Kaczor (honorowy konsul generalny)     |                   |
| Wielka Brytania               | Konsulat Honorowy Wielkiej Brytanii w Łodzi              | konsulat honorowy | Małgorzata Brzezińska (konsul honorowy)        |                   |

## Olsztyn
|          | Nazwa                                   | Status placówki   | Przedstawiciel placówki                   | Uwagi            |
| -------- | --------------------------------------- | ----------------- | ----------------------------------------- | ---------------- |
| Białoruś | Konsulat Honorowy Białorusi w Olsztynie | konsulat honorowy | Jan Szynaka (konsul honorowy)             |                  |
| Litwa    | Konsulat Honorowy Litwy w Olsztynie     | konsulat honorowy | Stefan Duk (konsul honorowy)              | od 8 lutego 2023 |
| Niemcy   | Konsulat Honorowy Niemiec w Olsztynie   | konsulat honorowy | Wojciech Wrzecionkowski (konsul honorowy) |                  |

## Opole
|           | Nazwa                               | Status placówki   | Przedstawiciel placówki            | Uwagi             |
| --------- | ----------------------------------- | ----------------- | ---------------------------------- | ----------------- |
| Chorwacja | Konsulat Honorowy Chorwacji w Opolu | konsulat honorowy | Andrzej Żylak (konsul honorowy)    |                   |
| Czechy    | Konsulat Honorowy Czech w Opolu     | konsulat honorowy | Artur Żurakowski (konsul honorowy) | od 28 lipca 2022  |
| Litwa     | Konsulat Honorowy Litwy w Opolu     | konsulat honorowy | Tomasz Bar (konsul honorowy)       | od 14 lutego 2023 |
| Niemcy    | Konsulat Niemiec w Opolu            | konsulat          | Peter Herr (konsul)                |                   |
| Ukraina   | Konsulat Honorowy Ukrainy w Opolu   | konsulat honorowy | Irena Pordzik (konsul honorowy)    |                   |

## Poznań
|                      | Nazwa                                              | Status placówki    | Przedstawiciel placówki                         | Uwagi                     |
| -------------------- | -------------------------------------------------- | ------------------ | ----------------------------------------------- | ------------------------- |
| Armenia              | Konsulat Honorowy Armenii w Poznaniu               | konsulat honorowy  | Paweł Ładziński (konsul honorowy)               |                           |
| Austria              | Konsulat Honorowy Austrii w Poznaniu               | konsulat honorowy  | Izabela Seidl-Kwiatkowska (konsul honorowy)     |                           |
| Belgia               | Konsulat Honorowy Belgii w Poznaniu                | konsulat honorowy  | Jan Spilliaert (konsul honorowy)                |                           |
| Bośnia i Hercegowina | Konsulat Honorowy Bośni i Hercegowiny w Poznaniu   | konsulat honorowy  | Jacek Günter-Ślaski (konsul honorowy)           |                           |
| Brazylia             | Konsulat Honorowy Brazylii w Poznaniu              | konsulat honorowy  | José Maria Florêncio (konsul honorowy)          |                           |
| Chorwacja            | Konsulat Honorowy Chorwacji w Poznaniu             | konsulat honorowy  | Jerzy Jacek Domicz (konsul honorowy)            |                           |
| Czechy               | Konsulat Honorowy Czech w Poznaniu                 | konsulat honorowy  | Renata Mataczyńska (konsul honorowy)            |                           |
| Estonia              | Konsulat Honorowy Estonii w Poznaniu               | konsulat honorowy  | Aleksandra Iwaszkiewicz-Woda (konsul honorowy)  |                           |
| Finlandia            | Konsulat Honorowy Finlandii w Poznaniu             | konsulat honorowy  | Robert Jakubiec (konsul honorowy)               |                           |
| Francja              | Konsulat Honorowy Francji w Poznaniu               | konsulat honorowy  | Igor Kraszewski (konsul honorowy)               |                           |
| Gwatemala            | Konsulat Honorowy Gwatemali w Poznaniu             | konsulat honorowy  | Katarzyna Mikołajczak (konsul honorowy)         |                           |
| Irlandia             | Konsulat Honorowy Irlandii w Poznaniu              | konsulat honorowy  | Artur Sikora (konsul honorowy)                  |                           |
| Litwa                | Konsulat Honorowy Litwy w Poznaniu                 | konsulat honorowy  | Benedykt Dubski (konsul honorowy)               |                           |
| Luksemburg           | Konsulat Honorowy Luksemburga w Poznaniu           | konsulat honorowy  | Jan Kuraszkiewicz (konsul honorowy)             |                           |
| Maroko               | Konsulat Honorowy Maroka w Poznaniu                | konsulat honorowy  | Paweł Artur Mietlicki (konsul honorowy)         |                           |
| Meksyk               | Konsulat Honorowy Meksyku w Poznaniu               | konsulat honorowy  | Władysław Szebiotko (konsul honorowy)           |                           |
| Niemcy               | Konsulat Honorowy Niemiec w Poznaniu               | konsulat honorowy  | Christoph Ralf Garschynski (konsul honorowy)    |                           |
| Peru                 | Konsulat Honorowy Peru w Poznaniu                  | konsulat honorowy  | Kajetan Pyrzyński (konsul honorowy)             |                           |
| Portugalia           | Konsulat Honorowy Portugalii w Poznaniu            | konsulat honorowy  | Jerzy Krotoski (konsul honorowy)                |                           |
|                      |                                                    |                    |                                                 |                           |
| Słowacja             | Konsulat Honorowy Słowacji w Poznaniu              | konsulat honorowy  | Piotr Stanisław Styczyński (konsul honorowy)    |                           |
| Stany Zjednoczone    | Agencja Konsularna Stanów Zjednoczonych w Poznaniu | agencja konsularna | Monika Piotrowska (agent konsularny)            |                           |
| Turcja               | Honorowy Konsulat Generalny Turcji w Poznaniu      | konsulat honorowy  | Jerzy Leon Kudyński (honorowy konsul generalny) |                           |
| Urugwaj              | Konsulat Honorowy Urugwaju w Poznaniu              | konsulat honorowy  | Andrés Jorge Schuhl Lang (konsul honorowy)      | siedziba we wsi Czerwonak |
| Uzbekistan           | Konsulat Honorowy Uzbekistanu w Poznaniu           | konsulat honorowy  | Paweł Czarnecki (konsul honorowy)               |                           |
| Węgry                | Konsulat Honorowy Węgier w Poznaniu                | konsulat honorowy  | Witold Abramowicz (konsul honorowy)             |                           |
| Wielka Brytania      | Konsulat Honorowy Wielkiej Brytanii w Poznaniu     | konsulat honorowy  | Włodzimierz Walkowiak (konsul honorowy)         |                           |
| Włochy               | Konsulat Honorowy Włoch w Poznaniu                 | konsulat honorowy  | Karolina Wojciechowska Pinna (konsul honorowy)  |                           |

## Przemyśl
|         | Nazwa                                 | Status placówki   | Przedstawiciel placówki             | Uwagi |
| ------- | ------------------------------------- | ----------------- | ----------------------------------- | ----- |
| Ukraina | Konsulat Honorowy Ukrainy w Przemyślu | konsulat honorowy | Aleksander Baczyk (konsul honorowy) |       |

## Rzeszów
|          | Nazwa                                  | Status placówki   | Przedstawiciel placówki              | Uwagi                   |
| -------- | -------------------------------------- | ----------------- | ------------------------------------ | ----------------------- |
| Czechy   | Konsulat Honorowy Czech w Rzeszowie    | konsulat honorowy | Marek Osak (konsul honorowy)         | od 30 października 2023 |
| Niemcy   | Konsulat Honorowy Niemiec w Rzeszowie  | konsulat honorowy | Agnieszka Buk (konsul honorowy)      |                         |
| Słowacja | Konsulat Honorowy Słowacji w Rzeszowie | konsulat honorowy | Adam Tadeusz Góral (konsul honorowy) |                         |
| Węgry    | Konsulat Honorowy Węgier w Rzeszowie   | konsulat honorowy | Zbigniew Ungeheuer (konsul honorowy) |                         |

## Sejny
|       | Nazwa                                   | Status placówki | Przedstawiciel placówki     | Uwagi |
| ----- | --------------------------------------- | --------------- | --------------------------- | ----- |
| Litwa | Konsulat Republiki Litewskiej w Sejnach | konsulat        | Genadijus Mackelis (konsul) |       |

## Sosnowiec
|            | Nazwa                                    | Status placówki   | Przedstawiciel placówki                 | Uwagi |
| ---------- | ---------------------------------------- | ----------------- | --------------------------------------- | ----- |
| Bangladesz | Konsulat Honorowy Bangladeszu w Sosnowcu | konsulat honorowy | Mohammed Omar Faruque (konsul honorowy) |       |

## Szczecin
|                      | Nazwa                                              | Status placówki   | Przedstawiciel placówki                    | Uwagi               |
| -------------------- | -------------------------------------------------- | ----------------- | ------------------------------------------ | ------------------- |
| Bośnia i Hercegowina | Konsulat Honorowy Bośni i Hercegowiny w Szczecinie | konsulat honorowy | Joanna Julia Sienkiewicz (konsul honorowy) |                     |
| Cypr                 | Konsulat Honorowy Cypru w Szczecinie               | konsulat honorowy | Michał Czerepaniak (konsul honorowy)       |                     |
| Czechy               | Konsulat Honorowy Czech w Szczecinie               | konsulat honorowy | Martin Směták (konsul honorowy)            | od 31 sierpnia 2021 |
| Dania                | Konsulat Honorowy Danii w Szczecinie               | konsulat honorowy | Andrzej Eugeniusz Preiss (konsul honorowy) |                     |
| Estonia              | Konsulat Honorowy Estonii w Szczecinie             | konsulat honorowy | Robert Kornecki (konsul honorowy)          |                     |
| Finlandia            | Konsulat Honorowy Finlandii w Szczecinie           | konsulat honorowy | Adolf Wysocki (konsul honorowy)            |                     |
| Francja              | Konsulat Honorowy Francji w Szczecinie             | konsulat honorowy | Pierre-Frédéric Weber (konsul honorowy)    |                     |
| Litwa                | Konsulat Honorowy Litwy w Szczecinie               | konsulat honorowy | Wiesław Wierzchoś (konsul honorowy)        |                     |
| Luksemburg           | Konsulat Honorowy Luksemburga w Szczecinie         | konsulat honorowy | Waldemar Juszczak (konsul honorowy)        |                     |
| Mołdawia             | Konsulat Honorowy Mołdawii w Szczecinie            | konsulat honorowy | Aleksander Adam Łaskawer (konsul honorowy) |                     |
| Niemcy               | Konsulat Honorowy Niemiec w Szczecinie             | konsulat honorowy | Irena Stróżyńska (konsul honorowy)         | od 7 czerwca 2024   |
| Norwegia             | Konsulat Honorowy Norwegii w Szczecinie            | konsulat honorowy | Piotr Stanisław Kotfis (konsul honorowy)   |                     |
| Szwecja              | Konsulat Honorowy Szwecji w Szczecinie             | konsulat honorowy | Marek Czernis (konsul honorowy)            |                     |
| Ukraina              | Konsulat Honorowy Ukrainy w Szczecinie             | konsulat honorowy | Henryk Kołodziej (konsul honorowy)         |                     |
| Wielka Brytania      | Konsulat Honorowy Wielkiej Brytanii w Szczecinie   | konsulat honorowy | Ryszard Jacek Karger (konsul honorowy)     |                     |
| Włochy               | Konsulat Honorowy Włoch w Szczecinie               | konsulat honorowy | Angelo Rella (konsul honorowy)             |                     |

## Tarnów
|         | Nazwa                                | Status placówki   | Przedstawiciel placówki              | Uwagi |
| ------- | ------------------------------------ | ----------------- | ------------------------------------ | ----- |
| Ukraina | Konsulat Honorowy Ukrainy w Tarnowie | konsulat honorowy | Bartłomiej Babuśka (konsul honorowy) |       |

## Toruń
|           | Nazwa                                 | Status placówki   | Przedstawiciel placówki                | Uwagi |
| --------- | ------------------------------------- | ----------------- | -------------------------------------- | ----- |
| Finlandia | Konsulat Honorowy Finlandii w Toruniu | konsulat honorowy | Tadeusz Pająk (konsul honorowy)        |       |
| Litwa     | Konsulat Honorowy Litwy w Toruniu     | konsulat honorowy | Przemysław Bańkowski (konsul honorowy) |       |
| Mołdawia  | Konsulat Honorowy Mołdawii w Toruniu  | konsulat honorowy | Jan Mrozowski (konsul honorowy)        |       |
| Peru      | Konsulat Honorowy Peru w Toruniu      | konsulat honorowy | Stanisław Rakowicz (konsul honorowy)   |       |

## Warszawa
|            | Nazwa                                           | Status placówki    | Przedstawiciel placówki                    | Uwagi                          |
| ---------- | ----------------------------------------------- | ------------------ | ------------------------------------------ | ------------------------------ |
| Botswana   | Konsulat Honorowy Botswany w Warszawie          | konsulat honorowy  | Janusz Wiśniewski (konsul honorowy)        |                                |
| Gambia     | Konsulat Honorowy Gambii w Warszawie            | konsulat honorowy  | Renata Maria Nowak (konsul honorowy)       |                                |
| Ghana      | Konsulat Honorowy Ghany w Warszawie             | konsulat honorowy  | Wacław Bańbuła (konsul honorowy)           |                                |
| Honduras   | Konsulat Honorowy Hondurasu w Warszawie         | konsulat honorowy  | Andrzej Arendarski (konsul honorowy)       |                                |
| Kongo      | Konsulat Honorowy Konga w Warszawie             | konsulat honorowy  | Robert Camille Enzanza (konsul honorowy)   |                                |
| Kosowo     | Konsulat Generalny Republiki Kosowa w Warszawie | konsulat generalny | Drilon Gashi (konsul generalny)            |                                |
| Malawi     | Konsulat Honorowy Malawi w Warszawie            | konsulat honorowy  | Andrzej Brusikiewicz (konsul honorowy)     |                                |
| Mali       | Konsulat Honorowy Mali w Warszawie              | konsulat honorowy  | Mamadou Konaté (konsul honorowy)           |                                |
| Monako     | Konsulat Honorowy Monako w Warszawie            | konsulat honorowy  | Tomasz Wardyński (konsul honorowy)         |                                |
| Nepal      | Konsulat Honorowy Nepalu w Warszawie            | konsulat honorowy  | Bodha Raj Subedi (konsul honorowy)         | siedziba we wsi Dawidy Bankowe |
| Salwador   | Konsulat Honorowy Salwadoru w Warszawie         | konsulat honorowy  | Marek Franciszek Kłoczko (konsul honorowy) |                                |
| San Marino | Konsulat Honorowy San Marino w Warszawie        | konsulat honorowy  | Rafał Dawid Fleszar (konsul honorowy)      | siedziba we wsi Jabłonna       |
| Zambia     | Konsulat Honorowy Zambii w Warszawie            | konsulat honorowy  | Bartosz Brusikiewicz (konsul honorowy)     |                                |

## Wrocław
|                  | Nazwa                                            | Status placówki    | Przedstawiciel placówki                             | Uwagi                |
| ---------------- | ------------------------------------------------ | ------------------ | --------------------------------------------------- | -------------------- |
| Austria          | Konsulat Honorowy Austrii we Wrocławiu           | konsulat honorowy  | Edward Wąsiewicz (konsul honorowy)                  |                      |
| Brazylia         | Konsulat Honorowy Brazylii we Wrocławiu          | konsulat honorowy  | Radosław Tadajewski (konsul honorowy)               |                      |
| Bułgaria         | Konsulat Honorowy Bułgarii we Wrocławiu          | konsulat honorowy  | Jan Chorostkowski (konsul honorowy)                 |                      |
| Chile            | Konsulat Honorowy Chile we Wrocławiu             | konsulat honorowy  | Jędrzej Jachira (konsul honorowy)                   |                      |
| Czechy           | Konsulat Honorowy Czech we Wrocławiu             | konsulat honorowy  | Arkadiusz Jan Ignasiak (konsul honorowy)            | od 7 kwietnia 2010   |
| Dania            | Konsulat Honorowy Danii we Wrocławiu             | konsulat honorowy  | Maria Keller (konsul honorowy)                      |                      |
| Estonia          | Konsulat Honorowy Estonii we Wrocławiu           | konsulat honorowy  | Waldemar Siemiński (konsul honorowy)                | od 27 listopada 2019 |
| Finlandia        | Konsulat Honorowy Finlandii we Wrocławiu         | konsulat honorowy  | Małgorzata Węgrzyn-Wysocka (konsul honorowy)        |                      |
| Francja          | Konsulat Honorowy Francji we Wrocławiu           | konsulat honorowy  | Richard Stanislas Julien Kepinski (konsul honorowy) |                      |
| Gruzja           | Konsulat Honorowy Gruzji we Wrocławiu            | konsulat honorowy  | Wojciech Wróbel (konsul honorowy)                   |                      |
| Hiszpania        | Konsulat Honorowy Hiszpanii we Wrocławiu         | konsulat honorowy  | Jesús Garcia-Nieto Moreno (konsul honorowy)         |                      |
| Indie            | Konsulat Honorowy Indii we Wrocławiu             | konsulat honorowy  | Kartikey Johri (konsul honorowy)                    |                      |
| Kazachstan       | Konsulat Honorowy Kazachstanu we Wrocławiu       | konsulat honorowy  | Jerzy Bar (konsul honorowy)                         |                      |
| Korea Południowa | Konsulat Honorowy Korei Południowej we Wrocławiu | konsulat honorowy  | Tomasz Szpikowski (konsul honorowy)                 |                      |
| Litwa            | Konsulat Honorowy Litwy we Wrocławiu             | konsulat honorowy  | Tomasz Artur Kosoń (konsul honorowy)                |                      |
| Luksemburg       | Konsulat Honorowy Luksemburga we Wrocławiu       | konsulat honorowy  | Krzysztof Bramorski (konsul honorowy)               |                      |
| Łotwa            | Konsulat Honorowy Łotwy we Wrocławiu             | konsulat honorowy  | Martin Kaczmarski (konsul honorowy)                 |                      |
| Malta            | Konsulat Honorowy Malty we Wrocławiu             | konsulat honorowy  | Krystyna Maria Mikulanka (konsul honorowy)          |                      |
| Meksyk           | Konsulat Honorowy Meksyku we Wrocławiu           | konsulat honorowy  | Bogdan Spiż (konsul honorowy)                       |                      |
| Niemcy           | Konsulat Generalny Niemiec we Wrocławiu          | konsulat generalny | Martin Kremer (konsul generalny)                    |                      |
| Norwegia         | Konsulat Honorowy Norwegii we Wrocławiu          | konsulat honorowy  | Bartosz Masternak (konsul honorowy)                 |                      |
| Słowacja         | Konsulat Honorowy Słowacji we Wrocławiu          | konsulat honorowy  | Maciej Piotr Kaczmarski (konsul honorowy)           |                      |
| Szwecja          | Konsulat Honorowy Szwecji we Wrocławiu           | konsulat honorowy  | Piotr Słoniński (konsul honorowy)                   |                      |
| Turcja           | Honorowy Konsulat Generalny Turcji we Wrocławiu  | konsulat honorowy  | Wojciech Jacek Kamiński (honorowy konsul generalny) | od 13 grudnia 2019   |
| Ukraina          | Konsulat Generalny Ukrainy we Wrocławiu          | konsulat generalny | Jurij Tokar (konsul generalny)                      |                      |
| Uzbekistan       | Konsulat Honorowy Uzbekistanu we Wrocławiu       | konsulat honorowy  | Piotr Kocoń (konsul honorowy)                       |                      |
| Węgry            | Wicekonsulat Węgier we Wrocławiu                 | wicekonsulat       | Noémi Nagy (wicekonsul)                             |                      |
| Wielka Brytania  | Konsulat Honorowy Wielkiej Brytanii we Wrocławiu | konsulat honorowy  | Marek Grzegorzewicz (konsul honorowy)               |                      |
| Włochy           | Konsulat Honorowy Włoch we Wrocławiu             | konsulat honorowy  | Monika Przemysława Kwiatosz (konsul honorowy)       |                      |

## Zabrze
|         | Nazwa                              | Status placówki   | Przedstawiciel placówki             | Uwagi                                                                                                 |
| ------- | ---------------------------------- | ----------------- | ----------------------------------- | --- |
| Armenia | Konsulat Honorowy Armenii w Zabrzu | konsulat honorowy | Hraczja Bojadżjan (konsul honorowy) | od 30 maja 2022, okręg konsularny obejmuje województwa: śląskie, dolnośląskie, opolskie i małopolskie |

## Zakopane
|          | Nazwa                                  | Status placówki   | Przedstawiciel placówki         | Uwagi |
| -------- | -------------------------------------- | ----------------- | ------------------------------- | ----- |
| Słowacja | Konsulat Honorowy Słowacji w Zakopanem | konsulat honorowy | Wiesław Wojas (konsul honorowy) |       |

## Zielona Góra
|          | Nazwa                                       | Status placówki   | Przedstawiciel placówki                 | Uwagi |
| -------- | ------------------------------------------- | ----------------- | --------------------------------------- | ----- |
| Słowenia | Konsulat Honorowy Słowenii w Zielonej Górze | konsulat honorowy | Janusz Piotr Jasiński (konsul honorowy) |       |